# Oak Level
 (mars 2025).
Oak Level est une census-designated place située dans le comté de Henry, dans l’État de Virginie, aux États-Unis. Lors du recensement de 2020, elle comptait 803 habitants.